# Pere Créixams i Picó
Pere Créixams i Picó (Barcelona, 9 de novembre de 1893 - març de 1965) fou un pintor autodidacte. En la seva pintura destaquen com a temes més recurrents: gitanes, toreros, o nus.

## Biografia
Nascut en una casa humil treballà en diversos oficis entre ells de fuster i tipògraf. El 1918 anà a París però, passaren tres anys fins que començà a dedicar-se a la pintura. El 1921, s'integrà en l'ambient artístic de Montmartre, on tingué el seu taller i d'aquesta manera començà a exposar en diversos salons de París.
El 1925 es publicà a París A Une Courtisane de Ch. Baudelaire amb il·lustracions seves
Entre 1927 i 1936 residí entre Tossa de Mar i Barcelona, realitzant diverses exposicions a la Sala Parés i d'altres a la Sala Busquets i a les Galeries Syra. A la dècada de 1930 dona a conèixer Tossa de Mar entre els pintors forans conjuntament amb el pintor i crític Rafael Benet qui escrigué l'article Tossa, babel de les Arts l'octubre de 1934.
Entre 1936 i 1953 s'exilià a París però, això no li impedí exposar amb regularitat a Barcelona. El 1945 fou un dels organitzadors a la capital de França del Saló d'Art Català. El mateix any, participà en l'exposició organitzada per Solidaritat Catalana a la galeria Altarriba de París en benefici dels deportats i presoners catalans que tornaven d'Alemanya. Exposició de la qual es feu ressò Per Catalunya, revista editada a Niça en la que Pere Créixams col·laborà com il·lustrador.
El 1961 li fou concedida la medalla de la ciutat de París.

## Exposicions
- Salon des indépendants (1922).
- Salon d'Automne (1925).
- Saló de les Teuleries (Salon des Tuileries).
- Barcelona, Sala Parés. Exposició del 21 de novembre al 4 de desembre de 1931.
- Barcelona (1932), darrera exposició d'Els Evolucionistes.
- Barcelona, Sala Parés. Exposició del 8 al 21 d'abril de 1933.
- Barcelona, Galeries d'Art Syra. Exposició del 17 al 30 de novembre de 1934.
- Barcelona, Sala Parés. Exposició amb Hugué del 5 al 18 de maig de 1934.
- Barcelona, Sala Busquets. Exposició del 19 d'octubre a l'1 de novembre de 1935.
- Barcelona, Galeries d'Art Syra. Exposició del 16 al 29 de maig de 1936.